# 4098 Тран
4098 Тран (4098 Thraen) — астероїд головного поясу, відкритий 26 листопада 1987 року.
Тіссеранів параметр щодо Юпітера — 3,174.